# Hans van Oosterhout
Hans van Oosterhout (Oosterhout, 21 april 1965) is een Nederlandse jazz- en fusion-drummer.

## Carrière
Van Oosterhout begon op 7-jarige leeftijd met drummen, nadat hij een concert beleefd had van Huub Janssen en Johnny Meiers. Direct na het behalen van zijn diploma begon hij zijn studie aan het Rotterdams Conservatorium. Direct na beëindiging van de studie in 1987 werd hij daar benoemd tot hoofdvakdocent in het vak drummen. Hij is heden ook hoofdvakdocent aan het Fontys conservatorium in Tilburg.
Van Oosterhout ontwikkelde zich tot een veelgevraagd drummer. Tijdens de jaren 1990 behoorde hij tot het kwartet van Philip Catherine en het trio van Nathalie Loriers. Als lid van het trio van Karel Boehlee speelde hij regelmatig met Toots Thielemans. Hein van de Geyn haalde hem als lid van zijn band Baseline, waar hij ook werkte met John Abercrombie.
Verder trad hij op met Ralph Moore, Nat Adderley, Bob Malach, Viktor Lazlo, Rick Margitza, Denise Jannah, Dee Dee Bridgewater, Madeline Bell, Kenny Wheeler, Gary Burton, Benny Golson, Magic Malik, Red Holloway, James Moody, Nelson Veras, Harmen Fraanje, Jesse van Ruller, Deborah Brown, Dee Daniels, Dr. Lonnie Smith, Pete King, Richard Galliano, Chico Freeman, Lionel Loueke, Anne Ducros, David Sánchez, Johnny Griffin, Randy Brecker, John Scofield en Gino Vannelli.
In 1998 werd hij verkozen door het tijdschrift Belgium Jazz Magazine tot de beste jazzdrummer. Hij speelt op meer dan 100 cd-opnamen als sideman, onder andere met Lee Konitz, Jacques Schwarz-Bart, Dick de Graaf, Olivier Hutman, Bobby Watson, Ivan Paduart, Cor Bakker, Spike Robinson, David Linx, Mark Murphy, Jack van Poll, Michel Herr, Sal La Rocca en Vaya Con Dios.

## Discografie
- 2004: Bert van den Brink, Hein van de Geyn, Hans van Oosterhout Between Us (Live at the Bimhuis) (Challenge Records)
- 2013: Kenny Werner, Hein van de Geyn, Hans van Oosterhout Collaboration (Challenge Records)

- Gemeinsame Normdatei: 134715187
- International Standard Name Identifier: 0000 0000 4184 0058
- Library of Congress Control Number: no99060098
- MusicBrainz: feab6cba-8fab-43cc-8495-6bd75fb72608
- Nationale Bibliotheek van Tsjechië: xx0035924
- Nationale Bibliotheek van Israël: 987007337057805171
- Virtual International Authority File: 63645789
- WorldCat: E39PBJjtdmHCXDcBD4XRDyrg8C